# Святой Нос (мыс, Якутия)
Святой Нос — полуостров и мыс на берегу Северного Ледовитого океана, Республика Саха (Якутия).
Полуостров Святой Нос начинается от устья р. Сюррюктях, тянется на северо-запад, омываемый Абеляхской губой, и оканчивается высоким, крутым, каменным мысом Святой Нос. Берега полуострова в соседстве мыса состоят из дресвяного, глинистого яра от 28 до 56 фут.[уточнить] высотой, в котором видны слои льда, истлевшего мха, дряблых деревьев и кустарника. Чем далее от мыса, тем более берега полуострова понижаются чуть не до уровня самого моря, внутри же полуострова местами поднимаются отдельно стоящие каменистые возвышенности. Близ берегов полуострова море неглубоко; много отмелей, на которые северные ветры наносят много льдов. На самом мысе, при входе в пролив Дмитрия Лаптева, немало крестов, поставленных промышленниками, отправлявшимися на Ляховские острова.
Святой Нос открыт в 1648 году казаком Булдаковым; также его посещали учёные-путешественники М.М. Геденштром, П.Ф. Анжу, Э.В.Толль.
В советское время на полуострове располагалась станция 11/103 «Кварц» линии связи «Север».
С геологической точки зрения, гранитоиды мыса образуют северное окончание пояса оловоносных раннемеловых интрузий, которые тянутся от Северного гранитного пояса Верхояно-Колымской складчатой области. 